# Maurice Hochepied
Maurice Hochepied (ur. 9 października 1881 w Lille, zm. 22 marca 1960 tamże) – francuski pływak i piłkarz wodny, medalista olimpijski Letnich Igrzysk Olimpijskich 1900 w Paryżu. 
Spośród pięciu konkurencji pływackich w których wziął udział, zdobył srebrny medal w pływaniu drużynowym na 200 m wraz ze swoim bratem Victorem Hochepied. 